# Porophyllum
Porophyllum és un gènere de plantes fanerògames pertanyent a la família de les asteràcies. Comprèn 101 espècies descrites i de les quals solament 27 són acceptades. Són subarbustos nadius d'Amèrica. Com el seu nom indica, les seves fulles sovint tenen grans glàndules que produeixen olis aromàtics que donen una forta olor. Moltes espècies s'utilitzen gastronòmicament. El gènere va ser descrit per Jean Étienne Guettard i publicat en Histoire de l'académie royale des sciences. Avec els mémoires de mathématique & de physique 1750: 377–378. 1754. L'espècie tipus n'és: Porophyllum ruderale (Jacq.) Cass.

## Morfologia
Són herbes anuals o perennes, subarbusts o arbusts, glabres o pubescents, freqüentment amb olor forta; de tiges primes o robusts, frondosos. de fulles alternes o oposades, simples, linears a ovades, de marges sencers o gruixudament crenades, variadament puntejades amb glàndules pe-lúcides. Capitulescencies de capítols solitaris, terminals, cims frondosos paniculiformes de pocs capítols o corimbiformes, peduncles curts a allargats, prims a marcadament fistulosos; capítols discoides; involucris cilíndrics a campanulats; filaries 5–9, en 1 sèrie, estretes, lliures o coanades a la base, variadament puntejades; receptacles plans a convexos, nus; flòsculs tots perfectes i fèrtils, les corol·les blanques, groguenques, verdoses o púrpures, el tub curt a llarg, igual o gairebé desigualment 5-lobada; branques de l'estil molt llargues, primes, hírtules. Aquenis cilíndrics o estretament obpiramidals, longitudinalment estriats, variadament pubescents; vilans de nombroses truges primes i escabrides.

## Espècies seleccionades
- Porophyllum amplexicaule, Coahuila, Nuevo León
- Porophyllum angustissimum, Brasil, Argentina
- Porophyllum arenosum
- Porophyllum aridicola
- Porophyllum bahiense, Estat de Bahia
- Porophyllum cabrerae, Província de Salta a l'Argentina
- Porophyllum cacalioides, Filipines
- Porophyllum calcicola, estat de Guerrero, Morelos
- Porophyllum coloratum, Mèxic
- Porophyllum crassifolium, Baixa Califòrnia Sud
- Porophyllum filiforme, Baixa Califòrnia Sud, Coahuila, Nuevo León, San Luis Potosí
- Porophyllum gracile, EUA (Califòrnia, Nevada, Utah, Arizona, Nou Mèxic, Texas), Baixa Califòrnia, Sonora, estat de Chihuahua
- Porophyllum greggii, EUA (Texas), Coahuila, Chihuahua
- Porophyllum hasslerianum, Paraguai
- Porophyllum lanceolatum, Bolívia, Brasil, Paraguai, Argentina
- Porophyllum leiocarpum, Puerto Rico, República Dominicana, Veneçuela, Brasil
- Porophyllum linaria, Mèxic
- Porophyllum lindenii, Mèxic
- Porophyllum linifolium, Bolívia, Brasil, Paraguai, Argentina
- Porophyllum maritimum, Baixa Califòrnia Sud
- Porophyllum obscurum, Argentina
- Porophyllum oppositifolium, Bolívia, Brasil, Paraguai
- Porophyllum pausodynum, Sonora
- Porophyllum pringlei, Jalisco, Mèxic, Oaxaca, Guerrero, Chiapas, Sinaloa, Morelos, Michoacán
- Porophyllum punctatum, Mèxic, Amèrica Central
- Porophyllum pygmaeum, EUA (Nevada)
- Porophyllum ruderale, EUA (Califòrnia, Arizona, Nou Mèxic, Texas), Mesoamèrica, Paraguai.
- Porophyllum scoparium, EUA (Texas, Nou Mèxic), Mèxic.
- Porophyllum tridentatum, Baixa Califòrnia Sud
- Porophyllum viridiflorum, Mèxic, Morelos, Michoacán, Guerrero, Oaxaca, estat de Guanajuato, Jalisco
- Porophyllum warnockii, Mèxic
- Porophyllum zimapanum, estat d'Hidalgo